# Antonio Mori
Antonio Mori  (* 1847 -1902)  fue un botánico italiano.
Trabajo en las  Plumbaginaceae, siendo colaborador del Cap. VIII de Flora italiana, ossia descrizione delle piante che crescono spontanee o vegetano come tali in Italia e nelle isole ad essa aggiacenti; disposta secondo il método naturale / di Filippo Parlatore [...] 
- La abreviatura «Mori» se emplea para indicar a Antonio Mori como autoridad en la descripción y clasificación científica de los vegetales.[1]